# Рогожа

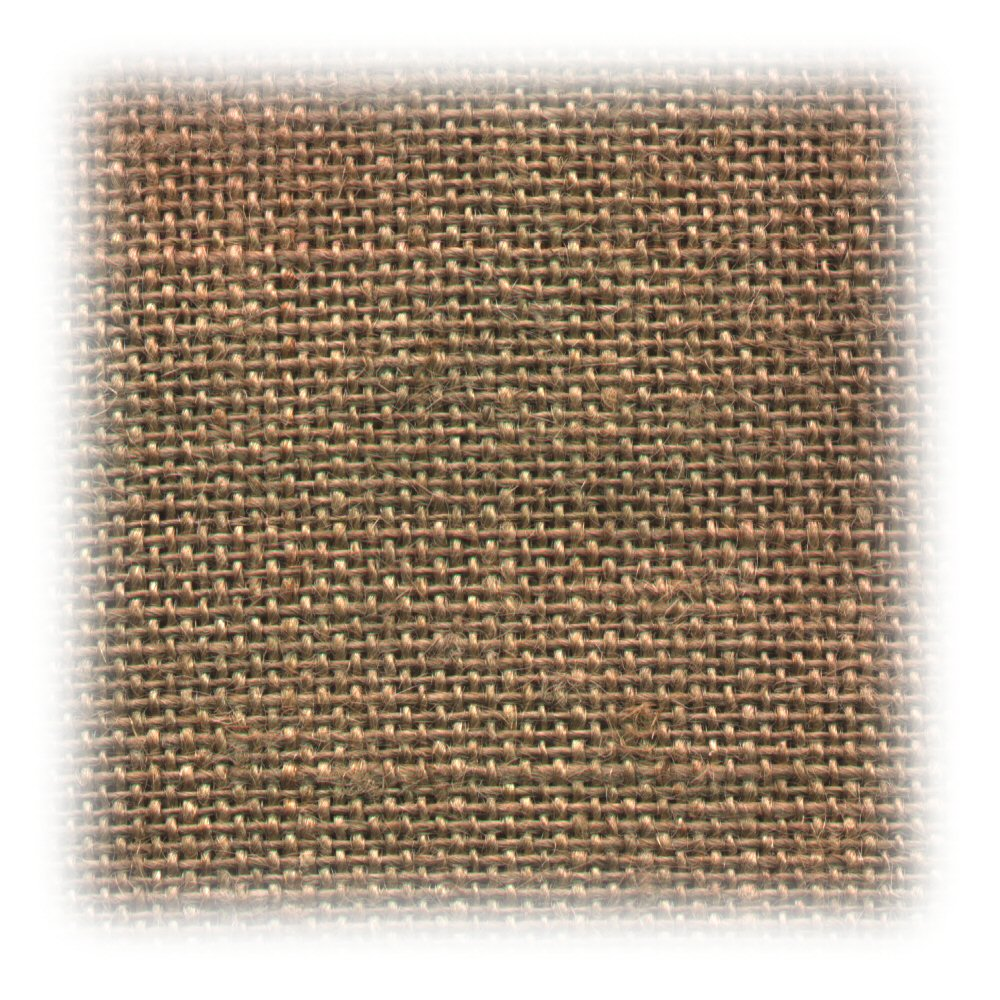
Рогожа

Рого́жа, також мачу́ла — цупка плетена з личаних стрічок тканина для упаковування або накривання чого-небудь.
Спочатку вироблялася з волокон рогозу (звідси й назва), потім з луб'яних волокон (мачули). З такої тканини виготовлялися лантухи, рогожані мішки, постілки, грубий робочий спецодяг тощо. Назвати рогожу тканиною (у сьогоднішньому розумінні) можна лише умовно.
Рогожка — тканина, отримана одним з різновидів полотняного переплетення.